# Penicillium fellutanum
Penicíllium fellutánum (лат.) — вид несовершенных грибов (телеоморфная стадия неизвестна), относящийся к роду Пеницилл (Penicillium).

## Описание
Колонии на агаре Чапека довольно ограниченно-растущие, 2—3 см в диаметре на 14-е сутки, пучковатые, сверху покрытые белыми вегетативными гифами, нередко необильно спороносящие в сине-зелёных тонах, как правило, более обильно — в краевой зоне. Экссудат неокрашенный, погружённый в мицелий. Реверс кремовый до телесного или светло-винно-красного, редко зеленоватый.
На CYA колонии на 7-е сутки 1—2 см в диаметре, радиально-морщинистые, очень скудно спороносящие, белые, с обильным неокрашенным экссудатом. Реверс кремовый, в среду выделяется светлый янтарный пигмент.
На агаре с солодовым экстрактом (MEA) колонии на 7-е сутки 1—1,5 см в диаметре, бархатистые, концентрически-зонистые, обильно спороносящие в сине-зелёных тонах. Реверс неокрашенный, в среду выделяется янтарный пигмент.
Конидиеносцы чаще одноярусные, реже двухъярусные с расходящимися метулами, 50—100 мкм длиной, несколько вздутые на верхушке. Фиалиды 10—15 мкм длиной, по 8—12 в пучке. Конидии шаровидные, иногда шероховатые, 2—3,5 мкм в диаметре, в цепочках, иногда собирающихся в слабо оформленные колонки.

### Отличия от близких видов
Penicillium charlesii отличается эллипсоидальными конидиями.

## Экология
Широко распространённый, преимущественно почвенный гриб.

## Таксономия
Penicillium fellutanum Biourge, La Cellule 33: 262 (1923).

### Синонимы
- Penicillium eben-bitarianum Baghd., 1968